# Micronychia benono
Micronychia benono är en sumakväxtart som beskrevs av Randrian. & Lowry. Micronychia benono ingår i släktet Micronychia och familjen sumakväxter. Inga underarter finns listade i Catalogue of Life.